# Австралія на літніх Олімпійських іграх 1932
Австралія брала участь в Літніх Олімпійських іграх 1932 року в Лос-Анжелесі (США) вшосте за свою історію, і завоювала одну срібну, одну бронзову та три золоті медалі. Через Великої депресії Австралія послала тільки 12 спортсменів.

## Золото
- Велосипедний спорт, чоловіки — Данк Грей.
- Спортивне плавання, жінки — Клер Денніс.
- Веслувальний спорт, чоловіки — Генрі Пірс.

## Срібло
- Спортивне плавання, жінки — Бонні Мілінг.

## Бронза
- Боротьба (спорт), чоловіки — Едді Скарф.